# Mount Tutoko
Mount Tutoko ist ein 2723 m hoher Berg auf der Südinsel Neuseelands. Er liegt im Fiordland-Nationalpark zwischen dem Ostende des Lake McKerrow/Whakatipu Waitai und dem Ende des Milford Sound/Piopiotahi, 15 km nördlich des Homer Tunnel und wenige Kilometer nordwestlich des 2536 m hohen Mount Madeline. Der Berg hat Schneefelder und mehrere Hängegletscher, darunter den Donne-Gletscher.
Die Erstbesteigung gelang 1924 Samuel Turner und Peter Graham über den Nordwestgrat, eine noch heute gebräuchliche Route.
Nach der Überlieferung der Māori ist der Berg nach einem Häuptling benannt, der an der Martin’s Bay nahe der Mündung des Hollyford River/Whakatipu Kā Tuka gelebt haben soll.